# St. Georg (Alt-Kaster)

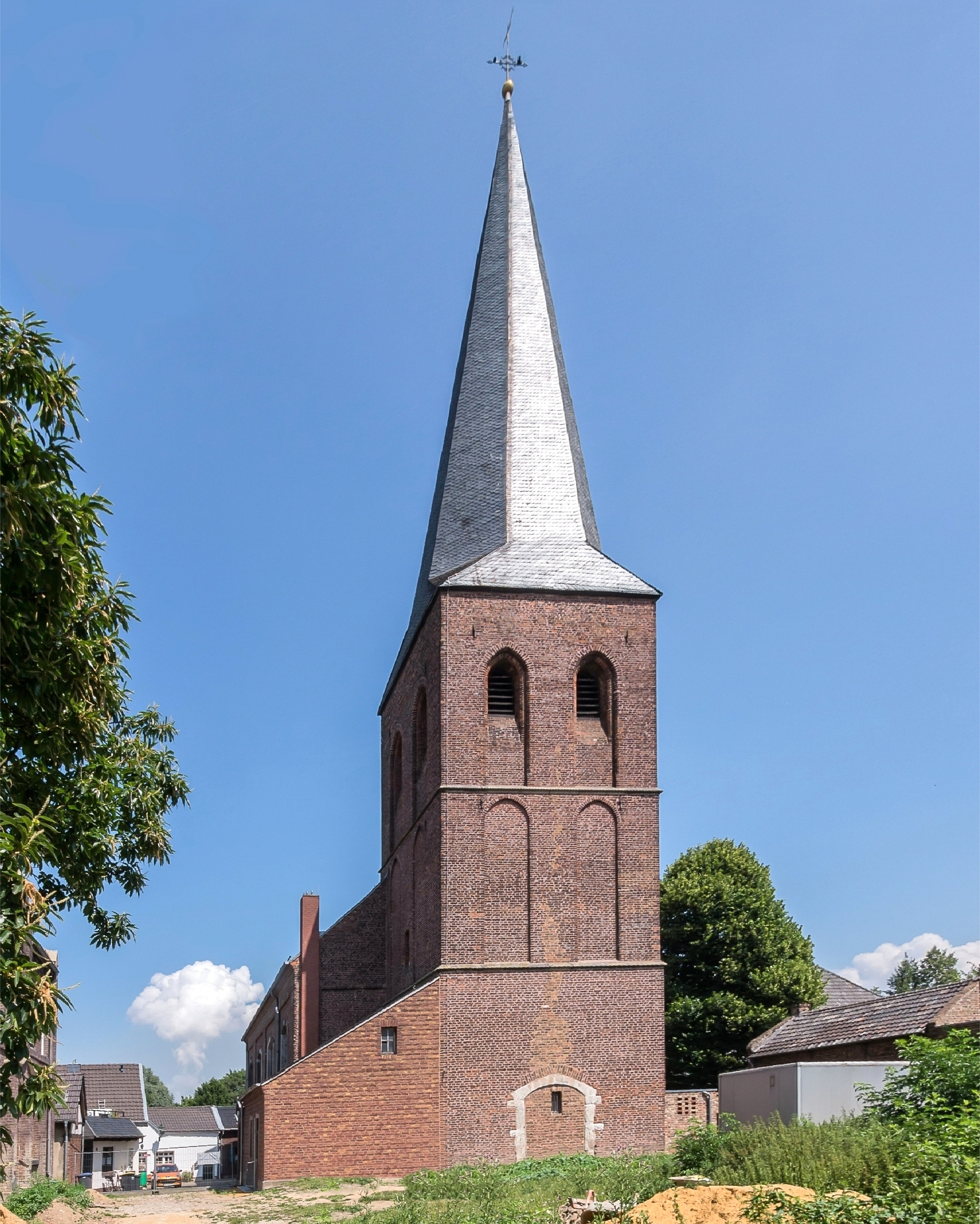
St Georg, Blick zum spätgotischen Kirchturm

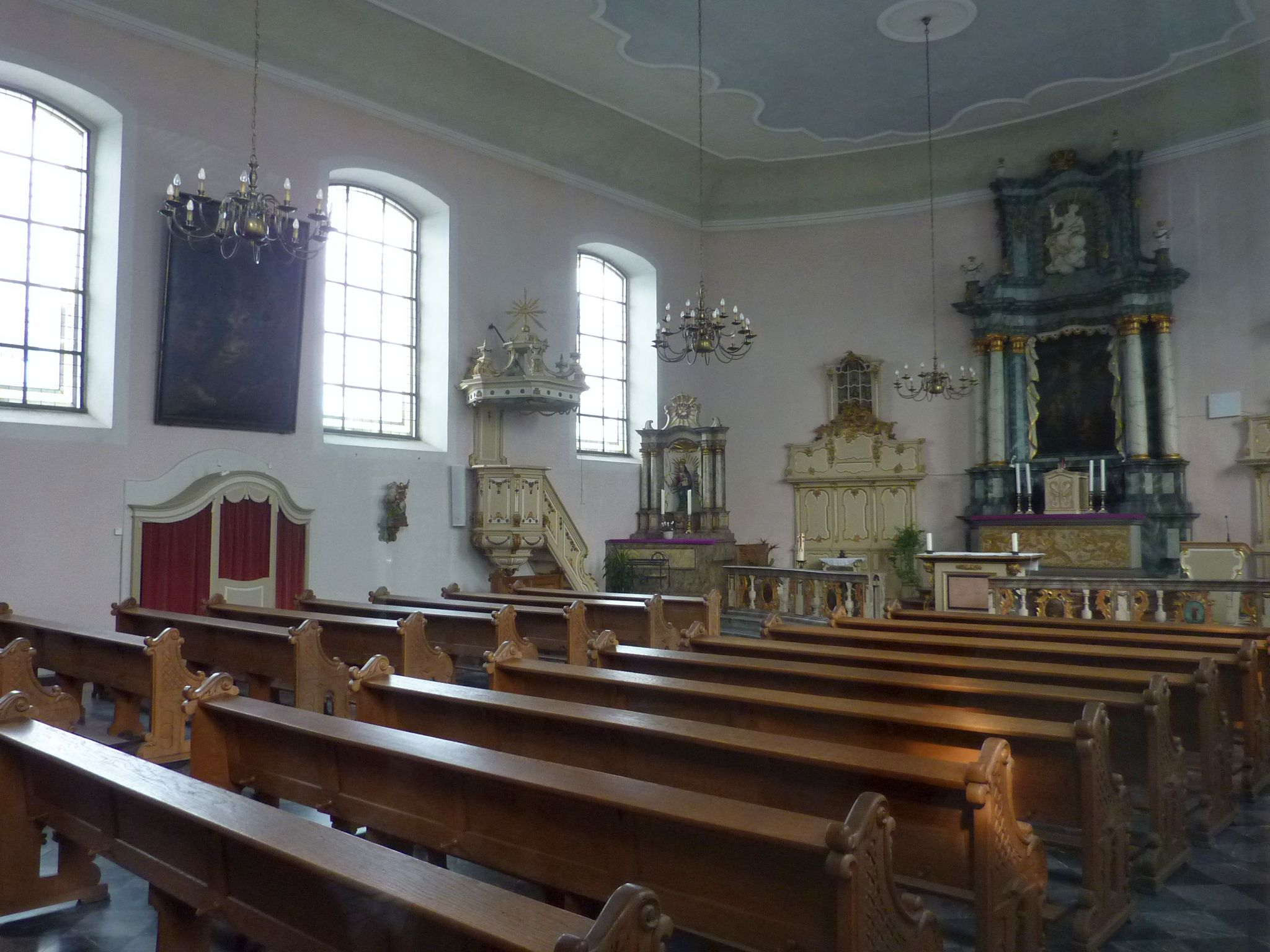
Inneres

Die römisch-katholische Pfarrkirche St. Georg ist ein denkmalgeschütztes Kirchengebäude in Alt-Kaster, einem Ortsteil von Bedburg im Rhein-Erft-Kreis (Nordrhein-Westfalen). Der spätgotische Kirchturm ist ortsbildprägend. Zur Pfarrgemeinde gehört außerdem die Kirche St. Martinus. Die Pfarrgemeinde ist Teil des Erzbistums Köln.

## Geschichte und Architektur
Erste urkundliche Erwähnungen liegen für 1362 vor, hier will der Bischof von Lüttich dem Herzog Wilhelm und seiner Frau Ehedispens erteilen, wenn diese als Sühne eine Kapelle oder einen Altar stiften. Durch Grabungen wurde ein dreischiffiges Vorgängergebäude des 15. Jahrhunderts nachgewiesen.
Die heutige Kirche, ein einfacher Backsteinsaal, wurde von 1783 bis 1785 mit einem flachrunden Chorschluss errichtet. Sie steht in der Ortsmitte und ist in Richtung Nord-Ost ausgerichtet. Sie ist 27,5 Meter lang und 13,25 Meter breit. Der Bau steht auf einem umlaufenden Sockel, die Wände sind durch Stichbogenfenster in Hausteinrahmen gegliedert.
Der Westturm des 16. Jahrhunderts ist mit einer steilen, schiefergedeckten Pyramide bekrönt, unter dem ein Kreuz aus glasierten Ziegeln sichtbar ist. Er ist dreigeschossig, die beiden oberen Geschosse sind durch Schallfenster und spitzbogige Fenster gegliedert. Die Spiegeldecke mit geschweiften Stuckierungen wurde 1979 umfangreich erneuert und die Ausstattung im Stile des Spätbarock erhielt von 1980 bis 1982 eine umfangreiche Sanierung und Neufassung nach Befund.

## Ausstattung
Die spätbarocke Ausstattung aus der Zeit von 1760 bis 1790 ist zum großen Teil erhalten, mit der Anfertigung wurde schon vor dem Neubau begonnen.
Der um 1785 geschaffene Hauptaltar besitzt einen Aufbau aus Holz und vier Säulen, über dem gesprengten Giebel befindet sich ein Pilasterpaar. Das Altarbild, ein Ölgemälde auf Leinwand, etwa 2,20 Meter hoch und 1,45 Meter breit, zeigt die Kreuzigung, zu Füßen Christi die Maria Magdalena, und drei Engel, die das Blut des Gekreuzigten in Kelchen auffangen. Die beiden Nebenaltäre sind der Maria und dem Rochus geweiht, der Marienaltar steht auf der linken, der Rochusaltar auf der rechten Seite. Der um 1785 entstandene Marienaltar besitzt zwischen zwei Säulenpaaren eine Muschelnische. Der Aufsatz ist geschweift, in der Nische steht eine geschnitzte Figur mit der Darstellung einer stehenden Muttergottes mit dem Jesuskind, sie ist 98 cm hoch. Im Aufsatz des Giebels ist eine Taube zu sehen. Auf dem Antependium des Rochusaltares ist der Name des Heiligen in verschlungener Schrift zu lesen, eine etwa einen Meter hohe Figur des Heiligen steht in der Nische des Altares, über seinem Knie deutet er auf eine Pestbeule.
An den Seiten des Hauptaltares stehen zwei Reliquienschränke aus der Zeit um 1750 bis 1760. Sie sind mit reichem Muschelwerk verziert. Jeweils über der Mitte ist ein verglaster Schauschrank mit Sprossenteilung in die Wand eingelassen. Die Schriftbänder auf der linken Seite weisen auf die Hl. Ursula und ihre Gefährtinnen, sowie auf die Märtyrer der Thebaischen Legion hin. Die Reliquien im rechten Schrank sind nicht beschriftet, die Gebeine sind in der Mitte mit einem Kreuz versehen.
Die Kanzel stammt aus der Zeit um 1785, die Felder des sechsseitigen Korbes zeigen Trauben- und Girlandenzier. Der Schalldeckel ist mit einem Auge Gottes in einem Strahlenkranz bekrönt.
Die reich geschmückt Kommunionbank trennt den Altarraum vom Schiff, die ovalen 22 × 30 cm großen Ölbilder in Rahmen aus geschnitztem Rankenwerk zeigen die Verkündigung, die Anbetung der Könige, das letzte Abendmahl und die Himmelfahrt Christi. Auf den zwei geschnitzten Feldern in der Mitte sind das Lamm Gottes, ein Kelch mit Hostie und Trauben und Ähren zu sehen. Das Allianzwappen zeigt die Inschrift Praenob (ilis) Marci Dackweiler satrapae et Christianae Hoffstats conjugum largitate. (Durch die Großzügigkeit des edlen Vogtes Marcus Dackweiler und der Christina Hoffstats, Eheleute)
Die beiden Beichtstühle aus der Zeit vom Ende des 18. Jahrhunderts stehen an den beiden Längsseiten des Schiffes, sie sind mit Lorbeergehängen verziert.
Die Figur des Antonius von Padua mit dem Jesuskind steht auf einer barocken Konsole. Sie ist farbig gefasst und etwa 70 cm hoch. Eine Figur des Hl. Georg hängt links neben der Kanzel, sie ist die Arbeit eines Laien.
Ein Ölgemälde mit der Größe von 280 × 160 cm aus dem 17. Jahrhundert zeigt die Anbetung der Hirten. Im oberen Bereich hält ein Engel ein Spruchband mit dem Text GLORIA IN EXCELSIS DEO.
Eine neubarocke Kirchenbank steht in einer Nische in der Nähe des Orgelaufganges, sie ist mit reichem Muschelwerk und geschweiften Wangen verziert.
Die Kuppa des Taufbeckens steht auf einem achteckigen Fuß aus Sandstein, der Deckel aus Messing ist 60 cm hoch.
Die Firma Verschueren aus Heythuysen baute die historische Orgel mit mechanischem Werk zum Ende des 18. Jahrhunderts. Das Instrument hat 15 klingende Register und wird auf zwei Manualen und Pedal bedient.
Unter der Orgelempore hängt der Kreuzweg, die Emaillearbeit fertigte Egino Weinert aus Köln im 20. Jahrhundert an.

## Glocken
- Die Glocke von 1631 ist der Maria geweiht, sie hat einen Durchmesser von 150 cm und ist 2.200 kg schwer. Sie klingt auf den Ton es'
- Die ebenfalls 1631 gegossene Glocke ist dem Georg geweiht, ihr Durchmesser beträgt 124 cm, sie hat ein Gewicht von 1.250 kg und klingt auf den Ton f‘
- Die sogenannte Wetterglocke wurde 1732 gegossen, sie klingt auf den Ton es". Bei einem Durchmesser von 58 cm wiegt sie 100 kg.
- Die dem Papst Pius X. geweihte Glocke wurde 1955 gegossen, sie klingt auf den Ton as‘. Sie dient als Angelusglocke, hat einen Durchmesser von 97 cm und ein Gewicht von 550 kg.[11]